# Institut polytechnique de Paris
L'Institut polytechnique de Paris è un istituto universitario politecnico francese, istituito nel 2019, situato a Palaiseau. È composto da sei grandes écoles di ingegneria: École polytechnique, ENSTA Paris, ENSAE Paris, École des ponts ParisTech, Télécom Paris, Télécom SudParis.

## Storia
Dopo la seconda guerra mondiale, il rapido sviluppo della fisica e della chimica nucleare rese necessario per la ricerca l'impiego di acceleratori sempre più potenti, che richiedevano aree molto estese. L'Università di Parigi, l'École Normale Supérieure e il Collège de France cercarono spazio a sud di Parigi, vicino a Orsay. La succursale di Orsay dell'Università di Parigi divenne infine un'università indipendente, chiamata Université Paris-Sud. Nel 1976, l'École polytechnique si unì alla regione, trasferendosi dal centro di Parigi a Palaiseau. Nei decenni successivi altri istituti si unirono alla regione, in particolare ENS Cachan, Télécom Paris ed ENSTA, nell'ambito del progetto Paris-Saclay, uno sforzo nazionale per raggruppare le attività di ricerca e commerciali.
Nel 2015, questi istituti sono stati raggruppati in una comunità universitaria (ComUE) denominata Università Paris-Saclay. L'obiettivo era quello di essere riconosciuti come un'entità di dimensioni e qualità sufficienti e di diventare un'università francese di alto livello focalizzata sulla ricerca. Ciascuna istituzione membro sarebbe rimasta indipendente, ma avrebbe condiviso una parte significativa delle risorse esistenti e di quelle recentemente investite. Questo modello segue quello adottato dalle Università di Oxford e Cambridge, in cui ogni college costituente mantiene la propria indipendenza pur essendo raggruppato sotto un'università più grande.
Di fronte ai disaccordi tra i suoi membri (facoltà di ingegneria contro università, Ministero della Difesa francese contro Ministero dell'Istruzione Superiore), nel 2017 l'Università Paris-Sud ha proposto di trasformarsi in Università Paris-Saclay, mentre le facoltà di ingegneria sarebbero state associate solo alla futura istituzione. Il 25 ottobre 2017, il presidente francese Emmanuel Macron ha annunciato la creazione di un secondo polo universitario a Paris-Saclay, che si sarebbe staccato dall'Università Paris-Saclay e avrebbe raggruppato le facoltà di ingegneria. Inizialmente questo nuovo polo si chiamava "NewUni" e nel febbraio 2019 è diventato l'Institut polytechnique de Paris. L'istituto collabora con l'Università Paris-Saclay in diversi programmi di master e dottorato. Anche l'HEC Paris ha aderito al nuovo polo universitario senza diventarne membro.
Il 15 settembre 2020, l'Istituto ha co-fondato con HEC Paris il centro di ricerca sull'intelligenza artificiale Hi! PARIS.
Il 15 luglio 2024 l'École des ponts ParisTech è entrata a far parte dell'Istituto.
L'AI Action Summit del 2025 a Parigi è stato preceduto dalle presentazioni della AI Action Week, lanciata con IP Paris che ha ospitato una conferenza sulle "trasformazioni apportate dall'intelligenza artificiale sulla scienza e sulle società" il 6 e 7 febbraio, con il supporto del centro Hi! PARIS.

## Didattica
Si possono raggiungere i seguenti diplomi:
- ingénieur IP Paris (IP Paris Graduate ingegnere Master)
- laurea magistrale, master ricerca & doctorat (PhD studi di dottorato)
- laurea specialistica, master specializzati (Mastère MS Spécialisé)
- MOOC.

## Organizzazione

### Grandes écoles
L'Institut polytechnique comprende sei grandes écoles:
- École Polytechnique
- ENSTA Paris
- ENSAE Paris
- École des ponts ParisTech
- Télécom Paris
- Télécom SudParis

| Nome                      | Fondazione | Campo                | Studenti | Campus                            |
| ------------------------- | ---------- | -------------------- | -------- | --------------------------------- |
| École polytechnique       | 1794       | Scienza e ingegneria | 2.316    | Parigi-Saclay, Parigi             |
| ENSTA Parigi              | 1741       | Scienza e ingegneria | 897      | Parigi-Saclay, Brest              |
| ENSAE Parigi              | 1945       | Scienza e ingegneria | 581      | Parigi-Saclay                     |
| École des ponts ParisTech | 1747       | Scienza e ingegneria | 1.971    | Champs-sur-Marne                  |
| Télécom Paris             | 1878       | Scienza e ingegneria | 1.360    | Parigi-Saclay                     |
| Télécom SudParis          | 1979       | Scienza e ingegneria | 822      | Évry-Courcouronnes, Parigi-Saclay |

### Enti di ricerca
I seguenti enti di ricerca hanno istituito centri di ricerca all'interno dell'Istituto Politecnico di Parigi. Le risorse fornite da questi enti rimarranno in gran parte indipendenti dalle altre istituzioni affiliate all'istituto.
- CEA (Commissione per l'energia atomica e le energie alternative)
- CNRS (Centro nazionale francese per la ricerca scientifica)
- Inria (Istituto francese per la ricerca in informatica e automazione)
- INSERM (Istituto francese di salute e ricerca medica)
- Institut des Hautes Études Scientifiques (Istituto di studi scientifici avanzati)
- INRA (Istituto nazionale francese per le scienze agrarie)
- ONERA (Consiglio nazionale per lo studio e la ricerca aerospaziale)
- Sincrotrone SOLEIL

## Ranking universitari
Nelle classifiche internazionali, il l'istituto è al 38° posto nella classifica generale e al 12° per l'occupabilità dei laureati (graduate employability) secondo la classifica QS World University Rankings. È classificato al 71° posto dalla Times Higher Education, 301-400 dallo Shanghai Ranking, e 35° nel mondo dal ranking CWUR.